# 온프레미스 소프트웨어

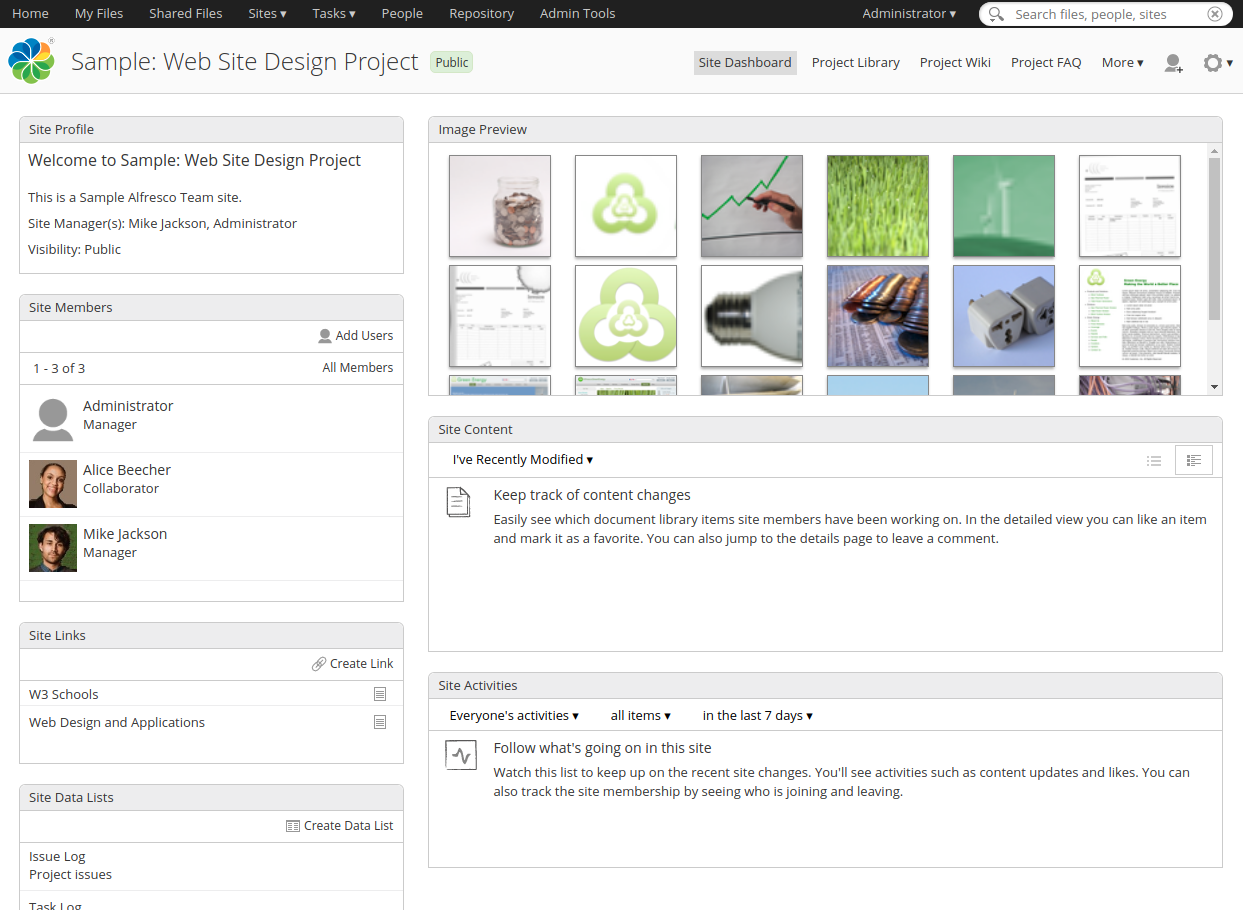
알프레스코: 온프레미스 문서 관리 소프트웨어의 예시

온프레미스 소프트웨어(On-premises software), 또는 간단히 줄여서 온프레미스(on-premises), 온프렘(on-prem)은 서버 팜, 클라우드가 아닌, 소프트웨어를 이용하는 개인 또는 단체가 직접 전산 서버에 설치하여 실행한다. 온프레미스 소프트웨어는 슈링크랩(shrinkwrap) 소프트웨어라고도 부르며 오프프레미스(off-premises) 소프트웨어는 서비스형 소프트웨어(SaaS), 클라우드 컴퓨팅으로 보통 부른다. 온프레미스 소프트웨어는 구축하는 데 시간이 걸리고, 비용 또한 많이 드는 데다 관리나 운용상의 문제가 생겨도 자사에서 대응해야 하는 반면, 자유롭게 커스터마이즈가 가능하여 다른 자사의 시스템과 연계하기 쉽다는 장점이 있다. 이는 주로 회사 차원의 비즈니스 시스템과 기능 자동화에 관련한 대형 조직의 고유 특징을 서비스하기 위해, 결합된 데이터베이스와 모듈로 구성된다.

## 같이 보기
- 클라이언트 (컴퓨팅)